# Paul-Émile Fourny
 (septembre 2014).
Paul-Émile Fourny, né à Liège en 1961, est metteur en scène et directeur artistique de l'Opéra-Théâtre de Metz Métropole.

## Biographie
Paul-Emile Fourny étudie au Conservatoire royal de Liège en Belgique, où il obtient un premier prix dans la section Arts de la parole en 1981. Par la suite, il sera professeur, comédien, puis metteur en scène et responsable de l'animation au Centre culturel d'Oupeye (Belgique).
Recruté par Gerard Mortier en 1985, il continue sa carrière au sein du Théâtre de la Monnaie à Bruxelles. Il quitte la Belgique en 1989 afin de travailler à l'Opéra d'Avignon et pour les Chorégies d'Orange.
De 2001 à 2009, il sera à la tête de la Direction générale et artistique de l'Opéra de Nice et depuis avril 2011, il exerce la fonction de directeur artistique à l'Opéra-théâtre de Metz Métropole.
Paul-Emile Fourny dirige des structures culturelles conjointement à une carrière de metteur en scène d'opéras, d'opérettes, de comédies musicales, ainsi que de théâtre, d'où il est issu.
Ses productions sont créées et/ou reprises tant en France, qu'en Belgique, Allemagne, Suisse, Slovénie, Italie, Corée, Chine, Thaïlande, Israël, Amérique du Nord et du Sud.

### Distinction
Paul-Emile Fourny a reçu, en 2007, les insignes de Chevalier de la Légion d'honneur.

## Mise en scène

### Opéras
- Bellini, Norma, S.N.G Maribor (2005), Opéra de Nice (2006), Opéra national de Montpellier (2007)
- Bizet, Carmen, Palais Nikaïa à Nice (2003), Festival Musiques d’Antibes (2007), Festival de Lacoste (2007), Korea National Opera Séoul (2012)
- Britten, A Midsummer Night’s Dream, Teatro Colon Buenos Aires (2006), Opéra de Nice (2008), Opéra-théâtre de Metz métropole (2016)
- De Falla, La Vida Breve, Opéra de Nice (1997 et 2005), Esplanade Opéra de St-Etienne (2008)
- Delibes, Lakmé, Bonn Oper (2012), Opéra-Théâtre de Metz Métropole (2013)
- Donizetti, Lucia di Lammermoor, Festival Musiques d’Antibes (2002), Opéra de Nice, 2003, Chorégies d’Orange (2006)
- Dukas, Ariane et Barbe-Bleue, New York City Opera (2005), Opéra de Nice (2006), Opéra Royal de Wallonie (2016)
- Giordano, Andrea Chenier, Festival Musique Santander (2002), Teatro Sociale di Rovigo (2007), Teatro Goldoni Livorno (2008), Teatro Politeana di Catanzaro (2007), Centro Culturali di Trento (2007), Teatro Cervantes Malaga (2007)
- Gounod, Faust, Opéra d’Avignon (2003 et 2012), Opéra de Reims (2003 et 2012), Opéra de Vichy (2003), Esplanade Opéra St-Etienne (2004), Opéra de Nice (2005), Opéra Royal de Wallonie (2006), Teatro Cervantes Malaga (2006), Opera de Massy (2009), New Israeli Opera (2010), Opéra de Tour (2010), Teatro Argentino La Plata (2011), Opéra - Théâtre de Metz Métropole (2012), Opera Hong Kong (2014)
- Mireille, Opéra de Nice (2001), Opéra de Toulon (2007)
- Roméo et Juliette[3], Opéra de Nice (2002), Festival de Musique de Macao (2004), Hong Kong Opera (2007), Opéra de Tours (2013), Opéra d’Avignon (2013), Opéra de Massy (2014), Opéra-Théâtre de Metz Métropole (2015), Opéra de Reims (2015)
- Offenbach, Les Contes d’Hoffmann, Opéra de Nice (2009), Singapore Opera (2009), Opéra de Massy (2010)
- Lehàr, Le Pays du Sourire, Opéra de Nice (2006), Opéra d’Avignon (2007)
- Massenet, Werther, Opéra de Nice (2006), Fondazione Pergolesi Spontini (2007), Teatro Argentino La Plata (2012)
- Mozart, Cosi fan Tutte, Festival Musique d’Antibes (2009)
- Die Entführung aus dem Serail, Opéra de Nice (2000), Tel Aviv Opera (2002), Festival Musique d’Antibes (2005), Festival de Lacoste (2005)
- Don Giovanni, Opéra de Nice (2002), Savonlinna Opera Festival (2011)
- Puccini, Manon Lescaut, Puccini Festival Torre del Lago (2009), Opéra de Nice (2009)
- Tosca, Opéra de Nice (2008), Teatro Luciano Pavarotti Modena (2008), Teatro Communale di Ferrara (2008), Teatro Municipale di Piacenza (2008)
- Il trittico, Festival de Musique de Macao (2008), S.N.G Maribor (2013)
- Turandot, Palais Nikaïa Nice (2005)
- Stravinsky, Œdipus Rex, Palais Acropolis Nice (1999)
- Verdi, Aida, Opéra de Nice (2005), Opéra de Toulon (2006 et 2013), Opéra d’Avignon (2010), Palais Nikaïa (2009)
- Rigoletto, Opéra de Nice (1999 et 2007), Chorégies d’Orange (2001 et 2011), Opéra de Thessalonique, (2002), Opéra Royal de Wallonie (2002), S.N.G Maribor (2006), Fondazione Pergolese Spontini (2006), Opéra de Massy (2007), Opéra de Metz Métropole (2008)
- Traviata, Festival d’Antibes (2006), Festival de Lacoste (2006), Opéra Théâtre de Metz Métropole (2013)
- Ballo in Maschera, Biel Solotrhurn Theater (2013), Opéra-Théâtre de Metz Métropole (2015)[4]
- Auber, Manon Lescaut, Opéra Royal de Wallonie (2016)

### Comédies musicales
- Loewe, My Fair Lady, Opéra-Théâtre de Metz (2012), Opéra d’Avignon (2013), S.N.G Maribor (2015) [5], Opéra de Reims (2016)
- Petit, Sans famille, Opéra de Nice (2007)

### Théâtre
- Bernard-Marie Koltès, La Nuit juste avant les forêts, Opéra-Théâtre de Metz Métropole (2016)
- Albert Camus, L'Étranger, Lecture d'extraits, Opéra-Théâtre de Metz Métropole (2015)[6]
- Jean Teulé, Charly 9, création mondiale, adaptation de Sébastien Lenglet, Opéra-Théâtre de Metz Métropole (2014)